# Öjan
Öjan är en by med två gårdar mitt i Holaveden i Ödeshögs kommun i Östergötland. Öjan är en av de 19 byar som räknas till Stavabygden.
I norr gränsar Öjan till Munkeryd, i öster till Stora Smedstorp, i söder till Gyllinge och i väster till Kopparp.

## Älvsborgs lösen
Öjan består av ett halvt mantal med en areal av 50 hektar. År 1571 kunde bonden Anders i Öjan redovisa ett lispund koppar, fyra stutar, tre ungnöt och sex får i samband med Älvsborgs lösen.

Öjan tillhörde Visingsborgs grevskap på 1600-talet men i samband med reduktionen återfördes den till att bli kronojord. Öjan skatteköptes troligen 1760.

## Skiftesförrättning
Den äldsta kartan över Öjan upprättades 1639 vid en geometrisk ägoavmätning. Byn var då delad på tre gärden, Norrgärdet med 1 ¼ tunna utsäde, Östergärdet också med 1 ¼ tunna samt Västergärdet med 1 ¼ tunna.
Storskifte genomfördes 1806.

## Befolkning i gamla tider
Enligt 1600-talets mantalslängder och jordeböcker var Peder i Öjan helt ensam 1645. Ingen hustru, dräng eller piga är noterad. År 1652 uppgavs Öjan vara öde. Möjligen hade Peder avlidit eller kanske står beteckningen för total avsaknad av skatteförmåga. År 1655 var Nils med hustru Karin antecknade. I mitten av 1700-talet bodde här 15-16 personer.